# Kołacz, Tỉnh West Pomeranian
Kołacz [ˈkɔwat͡ʂ] (trước đây là Kollatz của Đức) là một ngôi làng thuộc khu hành chính của Gmina Połczyn-Zdrój, trong quận Świdwin, West Pomeranian Voivodeship, ở phía tây bắc Ba Lan. Nó nằm khoảng 6 kilômét (4 mi) phía đông Połczyn-Zdrój, 28 km (17 mi) về phía đông của Świdwin và 114 km (71 mi) về phía đông của thủ đô khu vực Szczecin.
Trước năm 1945, khu vực này là một phần của Đức. Đối với lịch sử của khu vực, xem Lịch sử của Pomerania.